# Donkioporia
Donkioporia Kotl. & Pouzar (czyreniówka) – rodzaj grzybów z rodziny żagwiowatych (Polyporaceae).

## Charakterystyka
Grzyby kortycjoidalne o owocniku rozpostartym, wieloletnim i zdrewniałym (huby). Powierzchnia ciemnobrązowa, hymenofor rurkowaty, pory drobne, kontekst brązowy, od podłoża oddzielony ciemną linią. System strzępkowy trimityczny, strzępki generatywne ze sprzążkami, strzępki szkieletowe jasnobrązowe, strzępki łącznikowe szkliste. Cystyd brak. Podstawki maczugowate, 4- sterygmowe ze sprzążką u podstawy. Bazydiospory elipsoidalne, cienkościenne, gładkie, szkliste, nieamyloidalne. Występują na twardym drewnie powodując białą zgniliznę drewna.
Donkioporia makroskopowo jest podobna do gatunków z rodzaju Phellinus, ale one nie mają sprzążek na strzępkach generatywnych. Brązowy kontekst i strzępki generatywne ze sprzążkami występują u Gloeophyllum, jednakże powoduje on brunatną zgniliznę drewna, ma cylindryczne zarodniki, a u większości gatunków są także cystydy.

## Systematyka i nazewnictwo
Pozycja w klasyfikacji według Index Fungorum: Polyporaceae, Polyporales, Incertae sedis, Agaricomycetes, Agaricomycotina, Basidiomycota, Fungi.
Rodzaj ten utworzyli František Kotlaba i Zdeněk Pouzar w 1973 r.
Gatunki:
- Donkioporia albidofusca (Domański) Vlasák & Kout 2010 – tzw. czarnoporek brązowiejący
- Donkioporia expansa (Desm.) Kotl. & Pouzar 1973 – czyreniówka rozpostarta

Nazwy naukowe na podstawie Index Fungorum. Nazwy polskie według Władysława Wojewody i Komisji ds. Polskiego Nazewnictwa Grzybów przy Polskim Towarzystwie Mykologicznym.